# Dichagyris hyrcanica
Dichagyris hyrcanica är en fjärilsart som beskrevs av Charles Boursin 1963. Dichagyris hyrcanica ingår i släktet Dichagyris och familjen nattflyn. Inga underarter finns listade i Catalogue of Life.